# Rømer (Adelsgeschlecht)

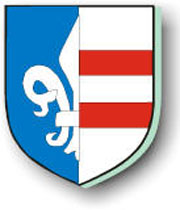
Wappen der Rømer I

Wappen der Rømer II.

Das norwegische Adelsgeschlecht der Rømer wird in zwei Linien geteilt, Rømer I (älterer Zweig) und Rømer II (jüngerer Zweig). Es soll von der Familie Reymar aus Mecklenburg abstammen. Rømer I soll im 14. Jahrhundert in Norwegen eingewandert und vor 1435 ausgestorben sein.
Zu den frühest erwähnten Mitgliedern gehören der Reichsrat Otte Rømer (um 1330—um 1411) und sein Sohn, der Reichsrat Svale Otteson Rømer (um 1363—nach 1415). Der Ratsherr in Bergen Henrikt Henningsson, der 1389 urkundlich erwähnt wird, war der Vater des Erzbischofs Aslak Bolt.
Otte Rømers Tochter war mit Jakob Fastulfsson verheiratet. Deren Nachkommen werden die „Jüngeren Rømer“ (Rømer II) genannt. Sie selbst führten den Geschlechternamen aber nicht. Ihr Sohn Mats Jakobsson († nach 1455) war Sysselmann und Reichsrat. Er hatte die Kinder Jakob, Otte und Gertrud. Gertrud heiratete den schwedischen Reichsrat Nils Jönsson Posse und wurde Stammmutter der Adelsgeschlechtes Posse. Otte Matsson († um 1510) war Mitglied des norwegischen Reichsrates und Ende des 15. Jahrhunderts Kommandant der Festung Bergenhus. Sein Sohn Olav Ottesen († um 1513) war der letzte männliche Nachkomme des Geschlechts. Die Tochter Ingerd Ottesdotter heiratete Nils Henriksson, genannt Gyldenlöve.